# Mietvilla Ernst Robert Richter
Die Mietvilla, die sich der Bauunternehmer Ernst Robert Richter in der Zillerstraße 21 im Stadtteil Niederlößnitz der sächsischen Stadt Radebeul errichten ließ, wurde 1896/1897 durch die Gebrüder Ziller gebaut.

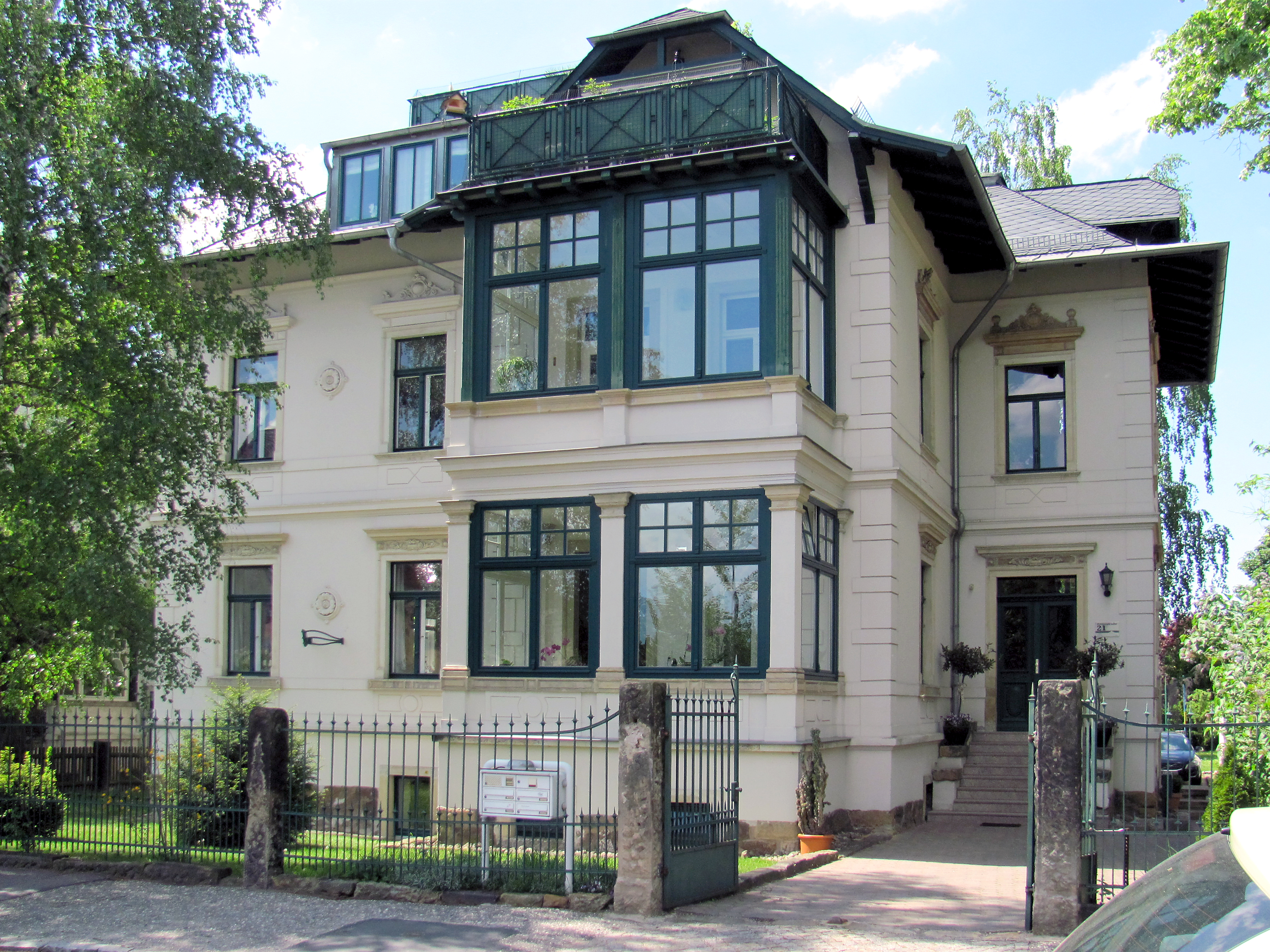
Mietvilla Ernst Robert Richter

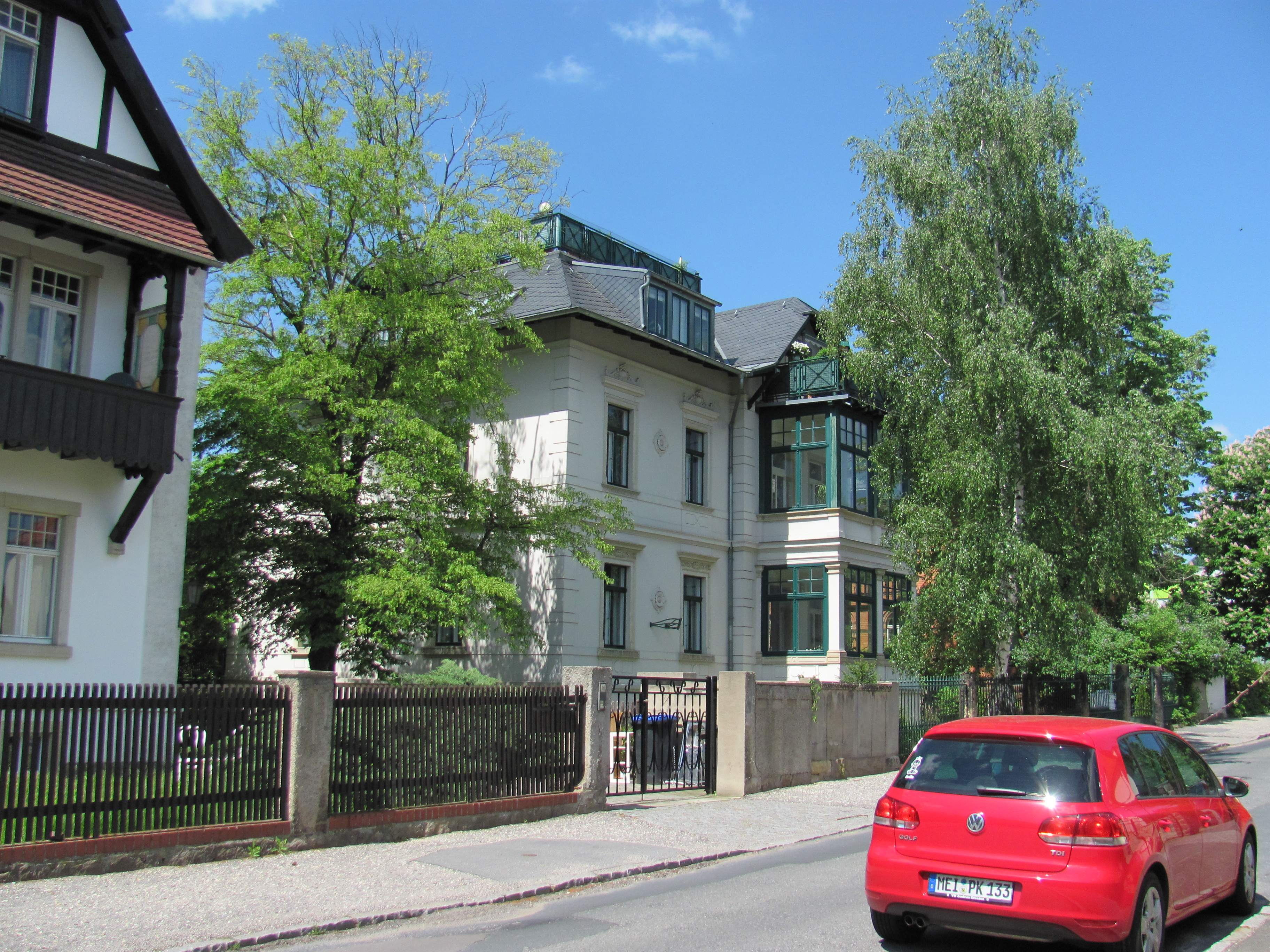
Links neben der Nr. 21 die ebenfalls denkmalgeschützte Zillerstraße 19

## Beschreibung
Die zweigeschossige, mitsamt Einfriedung und Toreinfahrt unter Denkmalschutz stehende Mietvilla steht auf einem hohen Sockel, dessen unterer Teil aus Syenit-Bruchsteinmauerwerk hergestellt ist. Obenauf sitzt ein abgeplattetes und weit überkragendes Schiefer-Plattformdach mit Krüppelwalm- und Schleppgauben sowie obenauf einem Dachgarten. Das Dachgeschoss wurde 2004 ausgebaut.
Auf der rechten Seite der Hauptansicht steht ein Seitenrisalit mit einem Krüppelwalmgiebel. Vor dem Risalit steht eine zweigeschossige Veranda, die später verglast wurde. Im Erdgeschoss wird sie aus massiven Pfeilern gebildet, im Obergeschoss ist sie aus Holz.
In der rechten Seitenansicht, nach Norden gelegen, befindet sich ein Treppenhausvorbau mit dem Eingang.
Die Fassaden des glatten Putzbaus werden durch Gesimse und Eckquaderungen gegliedert, Stuckelemente befinden sich als Medaillons zwischen den Fenstern sowie über ihnen als Bekrönung. Die Fenster selbst werden durch Sandsteingewände eingefasst und durch gerade Verdachungen geschützt.
Die Einfriedung besteht aus Lanzettzaunfeldern zwischen Sandsteinpfeilern.

## Weitere Gebäude des Bauherren
Der Niederlößnitzer Bauunternehmer Ernst Robert Richter ließ sich in seiner Heimatgemeinde eine Reihe von heute denkmalgeschützten Wohnhäusern errichten: 1893 Villa Augusta (heute Villa Bohemia) in der Dr.-Rudolf-Friedrichs-Straße 13 (Baumeister Adolf Neumann), 1893/1894 Villa Marie in der Dr.-Rudolf-Friedrichs-Straße 17 (Baumeister Adolf Neumann), 1894/1895 die danebenstehende Villa in der Dr.-Rudolf-Friedrichs-Straße 19 (Baumeister Adolf Neumann), 1896/1897 die hier beschriebene Mietvilla in der Zillerstraße 21 (Baumeister Gebrüder Ziller) und 1898 daneben ebenfalls eine Mietvilla in der Zillerstraße 23 (Baumeister Hugo Große).